# Villarreal Club de Fútbol 2013-2014
Questa voce raccoglie le informazioni del Villarreal nelle competizioni ufficiali della stagione 2013-2014.

## Stagione
Il sottomarino giallo torna subito in Primera División dopo un solo anno trascorso nella seconda divisione spagnola. La promozione matematica arriva l'8 giugno 2013, in seguito alla vittoria sull'Almería, che è anche il primo avversario nella Liga 2013-2014. Il Villarreal, sotto per due reti a una a meno di dieci minuti dalla fine, ribalta il risultato grazie alle reti di dos Santos e Jonathan Pereira (in precedenza c'era stata l'autorete di Dubarbier a favore degli ospiti). L'inizio non poteva essere dei migliori: anche nella seconda giornata una rimonta, questa volta ai danni del Real Valladolid, regala il successo ai valenzani. Da segnalare, dopo l'immediato vantaggio del pucela, il pareggio segnato da dos Santos. E a siglare il miglior inizio stagionale di sempre in Primera División è la netta vittoria della terza giornata (3-0 all'Osasuna).
Alla 4ª giornata il sottomarino giallo ospita il Real Madrid, anch'esso capolista. Il Villareal, dopo essere andato in vantaggio con Cani, si fanno raggiungere e superare dagli ospiti grazie alla prima rete di Bale e da quella di Cristiano Ronaldo a inizio secondo tempo. Arriva poi al 69' il pareggio di Giovani dos Santos, che fissa il punteggio sul definitivo 2-2. Una settimana più tardi, alla 5ª giornata, arriva un altro pareggio, 0-0, rimediato sul campo del Celta Vigo.

## Maglie e sponsor
La stagione corrente vede per il terzo anno di fila la sponsorizzazione dell'azienda d'abbigliamento sportivo cinese Xtep. Lo sponsor ufficiale è invece Pamesa Ceramica.
| Casa | Trasferta | 1ª Portiere | 2ª Portiere |

## Organigramma societario
Area direttiva
- Presidente: Fernando Roig Alfonso
- Vicepresidente: José Manuel Llaneza
- Consiglio di consulenza: Manuel Llorca Maset, Elena Roig Negueroles, Manuel Gumbau Bellmunt, Ramón Marco Bodí, Miguel Pérez Ferrer, Salvador Ten Ten, Manuel Sarrión Camañas, Jorge Bauset Fos, Pedro Llop García, Juan Mechó Segarra e Joaquín Ballester Agut
- Amministratore delegato: Fernando Roig Negueroles

Area tecnica
- Direttore sportivo: Pascual Donat
- Allenatore: Marcelino García Toral
- Allenatore in seconda: Rubén Uria
- Preparatore dei portieri: Jesús Unanua
- Preparatori atletici: Ismael Fernández e Pablo Manzanet
- Addetto al campo: Luís Jiménez
- Magazzinieri: Jorege Garrido e Adrián Ortells

Area sanitaria
- Responsabili settore medico: Adolfo Muñoz e Oscar Fabregat
- Fisioterapisti: Guillermo Adell, Carlos Zurdi e Jaume Cases
- Massaggiatore: Juan Hernández
- Nutrizionista: Héctor Usó

## Rosa attuale
Rosa, ruoli e numerazione ricavati dal sito ufficiale del Villarreal. Aggiornata al 3 settembre 2013.
| N. |                      | Ruolo | Calciatore         |
| -- | -------------------- | ----- | ------------------ |
| 1  | Spagna (bandiera)    | P     | Sergio Asenjo      |
| 2  | Spagna (bandiera)    | D     | Mario              |
| 3  | Slovenia (bandiera)  | D     | Bojan Jokić        |
| 4  | Spagna (bandiera)    | C     | Tomás Pina         |
| 5  | Argentina (bandiera) | D     | Mateo Musacchio    |
| 6  | Serbia (bandiera)    | D     | Aleksandar Pantić  |
| 7  | Francia (bandiera)   | A     | Jérémy Perbet      |
| 8  | Nigeria (bandiera)   | A     | Ikechukwu Uche     |
| 9  | Messico (bandiera)   | A     | Giovani dos Santos |
| 10 | Spagna (bandiera)    | C     | Cani               |
| 11 | Paraguay (bandiera)  | C     | Hernán Pérez       |
| 14 | Spagna (bandiera)    | C     | Manu Trigueros     |

| N. |                    | Ruolo | Calciatore          |
| -- | ------------------ | ----- | ------------------- |
| 15 | Spagna (bandiera)  | C     | Francisco Farinós   |
| 16 | Spagna (bandiera)  | D     | José Antonio Dorado |
| 17 | Messico (bandiera) | C     | Javier Aquino       |
| 18 | Spagna (bandiera)  | D     | Jaume Costa         |
| 20 | Brasile (bandiera) | D     | Gabriel Paulista    |
| 21 | Spagna (bandiera)  | C     | Bruno Soriano       |
| 24 | Spagna (bandiera)  | A     | Jonathan Pereira    |
| 25 | Spagna (bandiera)  | P     | Juan Carlos         |
| 27 | Spagna (bandiera)  | C     | Moisés Gómez        |
| 29 | Spagna (bandiera)  | D     | Pablo Íñiguez       |
| 35 | Spagna (bandiera)  | P     | Aitor Fernández     |
|    | Spagna (bandiera)  | C     | Javier Camuñas      |

## Calciomercato

### Sessione estiva(dall'1/7 al 2/9)
Le operazioni di mercato con maggiore rilevanza economica sono la cessione del difensore Cristián Zapata al Milan, che esercita il diritto di riscatto di sei milioni di euro per il cartellino del giocatore, pagabili in tre anni, e l'acquisto del messicano Giovani dos Santos dal Maiorca che firma un quadriennale col sottomarino giallo. Dal Maiorca viene prelevato anche il centrocampista Tomás Pina, per una cifra che si aggira intorno ai cinque milioni.
Spicca però soprattutto il mancato rinnovo del contratto dell'ormai ex-capitano Marcos Senna, che dopo undici stagioni trascorse con il Villarreal decide di concludere la carriera in America, precisamente nei New York Cosmos.
| Acquisti         | Acquisti           | Acquisti            | Acquisti                        |
| R.               | Nome               | da                  | Modalità                        |
| ---------------- | ------------------ | ------------------- | ------------------------------- |
| C                | Gerard Bordas      | Girona              | fine prestito                   |
| C                | Javier Camuñas     | Deportivo La Coruña | fine prestito                   |
| D                | Cristián Zapata    | Milan               | fine prestito                   |
| A                | Joselu             | Córdoba             | fine prestito                   |
| D                | Bojan Jokić        | svincolato          |                                 |
| C                | Tomás Pina         | Maiorca             | definitivo (5 mln €)            |
| D                | Aleksandar Pantić  | Stella Rossa        | definitivo (300.000 €)          |
| A                | Giovani dos Santos | Maiorca             | definitivo (6 mln €)            |
| P                | Sergio Asenjo      | Atlético Madrid     | prestito                        |
| D                | Gabriel Paulista   | Vitória             | definitivo (3,3 mln €)          |
| Altre operazioni |                    |                     |                                 |
| R.               | Nome               | da                  | Modalità                        |
| A                | Jonathan Pereira   | Betis               | riscatto cartellino             |
| A                | Jérémy Perbet      | Mons                | riscatto cartellino (1,4 mln €) |

| Cessioni         | Cessioni             | Cessioni        | Cessioni                             |
| R.               | Nome                 | a               | Modalità                             |
| ---------------- | -------------------- | --------------- | ------------------------------------ |
| C                | Héctor Canteros      | Vélez Sarsfield | fine prestito                        |
| D                | Joan Oriol           |                 | svincolato                           |
| C                | Marcos Senna         |                 | svincolato                           |
| P                | Diego Mariño         | Real Valladolid | definitivo con opzione di riacquisto |
| A                | Joselu               |                 | svincolato                           |
| D                | Olof Mellberg        |                 | svincolato                           |
| D                | Javi Venta           |                 | svincolato                           |
| D                | Joan Guillem Truyols |                 | svincolato                           |
| C                | Gerard Bordas        |                 | svincolato                           |
| C                | Juanma Gómez         |                 | svincolato                           |
| C                | Javier Camuñas       |                 | svincolato                           |
| Altre operazioni |                      |                 |                                      |
| R.               | Nome                 | a               | Modalità                             |
| D                | Cristián Zapata      | Milan           | riscatto cartellino (6 mln €)        |

## Risultati

### Primera División

#### Girone d'andata
| Arbitro: | Alberto Undiano Mallenco (Comitato navarro) |

|                |           |                                                 |
| Rodri 39’, 74’ | Marcatori | 64’ (aut.) Dubarbier 83’ dos Santos 85’ Pereira |

| Arbitro: | Jesús Gil Manzano (Comitato estremegno) |

|           |           |                         |
| Guerra 4’ | Marcatori | 37’ dos Santos 83’ Cani |

| Arbitro: | David Fernández Borbalán (Comitato andaluso) |

|  |           |                                |
|  | Marcatori | 22’ Perbet 31’ Aquino 75’ Uche |

| Arbitro: | Fernando Teixeira Vitienes, (Comitato cantabro) |

|                         |           |                      |
| Cani 20’ dos Santos 69’ | Marcatori | 38’ Bale 63’ Ronaldo |

| Vigo 22 settembre 2013, ore 17:00 CEST 5ª giornata | Celta Vigo                                    | 0 – 0 referto | Villarreal | Balaídos (21.130 spett.)\| Arbitro: \| Pedro Jesús Pérez Montero (Comitato andaluso) \| |
| Arbitro:                                           | Pedro Jesús Pérez Montero (Comitato andaluso) |               |            |                                                                                         |

| Arbitro: | Eduardo Prieto Iglesias (Comitato navarro) |

|                       |           |                   |
| Perbet 1’ Pereira 66’ | Marcatori | 80’ Sergio García |

| Arbitro: | Carlos Delgado Ferreiro (Comitato basco) |

|          |           |  |
| Nosa 36’ | Marcatori |  |

| Arbitro: | Alejandro Hernández Hernández (Comitato di Las Palmas) |

|                                   |           |  |
| Bruno 29’ dos Santos 48’ Pina 81’ | Marcatori |  |

| Arbitro: | José Antonio Teixeira Vitienes (Comitato cantabro) |

|                     |           |  |
| Rico 32’ Aduriz 35’ | Marcatori |  |

| Arbitro: | Carlos Clos Gómez (Comitato aragonese) |

|                                        |           |              |
| Uche 16’ Pérez 21’ dos Santos 49’, 84’ | Marcatori | 63’ R. Costa |

| Arbitro: | Javier Estrada Fernández (Comitato catalano) |

|  |           |                       |
|  | Marcatori | 5’ Marica 89’ Sarabia |

| Arbitro: | Jesus Gìl Manzano |

|  |           |          |
|  | Marcatori | 90’ Uche |

| Arbitro: | Pedro Jesùs Pérez Montero |

|          |           |                        |
| Uche 79’ | Marcatori | 2’ (aut.) Mario Gaspar |

| Arbitro: | Alvarez Izquierdo |

|  |           |                                       |
|  | Marcatori | 13’ (rig.) Bruno Soriano 74’, 89’Uche |

| Arbitro: | González González |

|                   |           |                |
| Bruno Soriano 32’ | Marcatori | 90+4’ Weligton |

| Arbitro: | Iglesias Villanueva |

|                        |           |               |
| Neymar 30’ (rig.), 68’ | Marcatori | 48’ Musacchio |

| Arbitro: | Gil Manzano |

|                   |           |                    |
| Perbet 88’ (rig.) | Marcatori | 24’ Cala 71’ Bacca |

| Arbitro: | Iglesias Villanueva |

|                            |           |                                      |
| Castillo 66’, 90+1’ (rig.) | Marcatori | 10’, 57’, 90+1’ Uche 12’, 41’ Perbet |

| Arbitro: | Velasco Carballo |

|                                                 |           |               |
| Dos Santos 16’, 33’ Uche 27’, 55’ Moi Gómez 58’ | Marcatori | 60’ Agirretxe |

### Girone di ritorno
| Arbitro: | Muñiz Fernández |

|                                  |           |  |
| Uche 3’ Bruno Soriano 87’ (rig.) | Marcatori |  |

| Arbitro: | Del Cerro Grande |

|           |           |  |
| Rueda 40’ | Marcatori |  |

| Arbitro: | Álvarez Izquierdo |

|                               |           |  |
| Perbet 46’, 75’ Trigueros 55’ | Marcatori |  |

| Arbitro: | González González |

|                                   |           |                           |
| Bale 7’ Benzema 25’, 76’ Jesé 64’ | Marcatori | 43’ Gaspar Dos Santos 69’ |

| Arbitro: | Fernández Borbalán |

|  |           |                         |
|  | Marcatori | 83’ Orellana 90’ Nolito |

| Arbitro: | Teixeira Vitienes |

|             |           |                      |
| Córdoba 77’ | Marcatori | 36’ Gómez 50’ Perbet |

| Arbitro: | Iglesias Villanueva |

|                          |           |            |
| Bruno Soriano 71’ (rig.) | Marcatori | 85’ Castro |

| Arbitro: | Muñiz Fernández |

|                       |           |  |
| Rico 23’ El-Arabi 33’ | Marcatori |  |

| Arbitro: | González González |

|          |           |            |
| Pina 47’ | Marcatori | 83’ Aduriz |

| Arbitro: | Muñiz Fernández |

|                     |           |                |
| Javi Fuego 35’, 44’ | Marcatori | 83’ Dos Santos |

| Arbitro: | Clos Gómez |

|  |           |           |
|  | Marcatori | 5’ Perbet |

| Arbitro: | Undiano Mallenco |

|                |           |           |
| J. Pereira 43’ | Marcatori | 3’ Suárez |

| Arbitro: | Gil Manzano |

|                 |           |  |
| Raúl García 14’ | Marcatori |  |

| Arbitro: | Hernández Hernández |

|              |           |  |
| Perbet 90+5’ | Marcatori |  |

| Arbitro: | Alvarez Izquierdo |

|                          |           |  |
| Santa Cruz 6’ Darder 53’ | Marcatori |  |

| Arbitro: | Fernández Borbalán |

|                          |           |                                                            |
| Cani 45+1’ Trigueros 55’ | Marcatori | 65’ (aut.) Gabriel Paulista 78’ (aut.) Musacchio 83’ Messi |

| Siviglia 4 maggio 2014, ore 19:00 CEST 36ª giornata | Siviglia        | 0 – 0 referto | Villarreal | Estadio Ramón Sánchez Pizjuán (31 372 spett.)\| Arbitro: \| Prieto Iglesias \| |
| Arbitro:                                            | Prieto Iglesias |               |            |                                                                                |

| Arbitro: | González González |

|                                                           |           |  |
| Uche 22’ Bruno Soriano 42’ J. Pereira 55’ Jaume Costa 64’ | Marcatori |  |

| Arbitro: | Velasco Carballo |

|            |           |                         |
| Vela 90+3’ | Marcatori | 26’ Dos Santos 69’ Uche |

### Coppa del Re

#### Sedicesimi di finale
| Arbitro: | Clos Gómez |

|                           |           |                         |
| Dos Santos 22’ Aquino 90’ | Marcatori | 61’ Pelegrín 66’ Boakye |

| Arbitro: | Alvarez Izquierdo |

|  |           |            |
|  | Marcatori | 55’ Perbet |

#### Ottavi di finale
| San Sebastián 9 gennaio 2014, ore 19:30 Ottavi di finale - Andata | Real Sociedad    | 0 – 0 | Villarreal | Anoeta (21 030 spett.)\| Arbitro: \| Undiano Mallenco \| |
| Arbitro:                                                          | Undiano Mallenco |       |            |                                                          |

| Arbitro: | Eduardo Prieto Iglesias |

|  |           |              |
|  | Marcatori | 32’ Javi Ros |

## Statistiche
Tutte le statistiche aggiornate al 22 settembre 2013.

### Statistiche di squadra
| Competizione     | Punti | In casa | In casa | In casa | In casa | In casa | In casa | In trasferta | In trasferta | In trasferta | In trasferta | In trasferta | In trasferta | Totale | Totale | Totale | Totale | Totale | Totale | DR  |
| Competizione     | Punti | G       | V       | N       | P       | Gf      | Gs      | G            | V            | N            | P            | Gf           | Gs           | G      | V      | N      | P      | Gf     | Gs     | DR  |
| ---------------- | ----- | ------- | ------- | ------- | ------- | ------- | ------- | ------------ | ------------ | ------------ | ------------ | ------------ | ------------ | ------ | ------ | ------ | ------ | ------ | ------ | --- |
| Primera División | 59    | 19      | 9       | 6       | 4       | 36      | 21      | 19           | 8            | 2            | 9            | 24           | 23           | 38     | 17     | 8      | 13     | 60     | 44     | +16 |
| Coppa del Re     | -     | 2       | 1       | 0       | 1       | 1       | 1       | 2            | 0            | 2            | 0            | 2            | 2            | 4      | 1      | 2      | 1      | 3      | 3      | 0   |
| Totale           | 59    | 21      | 10      | 6       | 5       | 37      | 22      | 21           | 8            | 2            | 9            | 26           | 25           | 41     | 18     | 10     | 14     | 63     | 47     | +16 |

### Statistiche dei giocatori
In corsivo i giocatori che hanno lasciato la squadra a stagione già iniziata.
| Giocatore     | Primera División | Primera División | Primera División | Primera División | Coppa di Spagna | Coppa di Spagna | Coppa di Spagna | Coppa di Spagna | Totale   | Totale | Totale      | Totale     |
| Giocatore     | Presenze         | Reti             | Ammonizioni      | Espulsioni       | Presenze        | Reti            | Ammonizioni     | Espulsioni      | Presenze | Reti   | Ammonizioni | Espulsioni |
| ------------- | ---------------- | ---------------- | ---------------- | ---------------- | --------------- | --------------- | --------------- | --------------- | -------- | ------ | ----------- | ---------- |
| J. Aquino     | 32               | 1                | 2                | 0                | 4               | 1               | 0               | 0               | 36       | 2      | 2           | 0          |
| S. Asenjo     | 35               | -41              | 1                | 0                | 0               | 0               | 0               | 0               | 35       | -41    | 1           | 0          |
| Bruno         | 36               | 6                | 5                | 1                | 3               | 0               | 1               | 0               | 39       | 6      | 6           | 1          |
| Cani          | 26               | 3                | 4                | 0                | 1               | 0               | 0               | 0               | 27       | 3      | 4           | 0          |
| J. Carlos     | 3                | -3               | 0                | 0                | 4               | -3              | 1               | 0               | 7        | -6     | 1           | 0          |
| J. Costa      | 30               | 1                | 12               | 0                | 2               | 0               | 1               | 0               | 32       | 1      | 13          | 0          |
| A. Dorado     | 19               | 0                | 2                | 0                | 2               | 0               | 1               | 0               | 21       | 0      | 3           | 0          |
| G. dos Santos | 31               | 11               | 2                | 0                | 3               | 1               | 0               | 0               | 34       | 12     | 2           | 0          |
| A. Fernández  | 0                | 0                | 0                | 0                | -               | -               | -               | -               | 0        | 0      | 0           | 0          |
| M. Gómez      | 19               | 2                | 0                | 0                | 4               | 0               | 0               | 0               | 23       | 2      | 0           | 0          |
| P. Íñiguez    | 3                | 0                | 0                | 1                | 1               | 0               | 0               | 0               | 4        | 0      | 0           | 1          |
| B. Jokić      | 15               | 0                | 5                | 0                | 4               | 0               | 2               | 0               | 19       | 0      | 7           | 0          |
| Mario         | 36               | 1                | 5                | 0                | 1               | 0               | 0               | 0               | 37       | 1      | 5           | 0          |
| M. Musacchio  | 32               | 1                | 3                | 0                | 3               | 0               | 0               | 0               | 35       | 1      | 3           | 0          |
| M. Nahuel     | 4                | 0                | 1                | 0                | -               | -               | -               | -               | 4        | 0      | 1           | 0          |
| A. Pantić     | 9                | 0                | 1                | 0                | 4               | 0               | 1               | 0               | 13       | 0      | 2           | 0          |
| G. Paulista   | 18               | 0                | 4                | 1                | 3               | 0               | 0               | 0               | 21       | 0      | 4           | 1          |
| J. Perbet     | 26               | 10               | 3                | 0                | 4               | 1               | 1               | 0               | 30       | 11     | 4           | 0          |
| J. Pereira    | 30               | 4                | 3                | 0                | 3               | 0               | 0               | 0               | 33       | 4      | 3           | 0          |
| H. Pérez      | 13               | 1                | 0                | 0                | 1               | 0               | 0               | 0               | 14       | 1      | 0           | 0          |
| T. Pina       | 35               | 2                | 7                | 0                | 4               | 0               | 0               | 0               | 39       | 2      | 7           | 0          |
| E. Ramos      | 3                | 0                | 0                | 0                | -               | -               | -               | -               | 3        | 0      | 0           | 0          |
| J. Román      | 3                | 0                | 0                | 0                | -               | -               | -               | -               | 3        | 0      | 0           | 0          |
| Ó. Torres     | 9                | 0                | 2                | 0                | -               | -               | -               | -               | 9        | 0      | 2           | 0          |
| M. Trigueros  | 35               | 2                | 6                | 0                | 3               | 0               | 0               | 0               | 38       | 2      | 6           | 0          |
| I. Uche       | 30               | 14               | 3                | 1                | 2               | 0               | 0               | 0               | 32       | 14     | 3           | 1          |

## Giovanili

### Organigramma societario
Area direttiva
- Direttore giovanili: Darío Drudi[10]

Area tecnica - Villarreal Club de Fútbol B
- Allenatore: Lluís Planagumà
- Allenatore in seconda: Igor Tasevski
- Altri membri dell'area tecnica e sanitaria del Villarreal B: Javier Sanchís Muñoz, Sergio Marty, Javi Ramos, Óscar Fabregat Andrés, Rubén Collado Salvador, Pascual Castell Dragó, Josep Rochera Font, Miguel Escorihuela e Rodrigo Herrero

Area tecnica - Villarreal C
- Allenatore: Fernando García Sanjuán

### Piazzamenti
- Villarreal B:
  - Segunda División B 2013-2014:
- Villarreal C:
  - Tercera División 2013-2014:
- Juvenil A:
  - Campionato: